# Hajany (district de Brno-Campagne)
Pour les articles homonymes, voir Hajany.
Hajany (en allemand : Hajan) est une commune du district de Brno-Campagne, dans la région de Moravie-du-Sud, en République tchèque. Sa population s'élevait à 614 habitants en 2020.

## Géographie
Hajany se trouve à 11 km au sud-sud-est de Brno et à 195 km au sud-est de Prague.
La commune est limitée par Želešice au nord et à l'est, par Syrovice au sud, et par Ořechov à l'ouest.

## Histoire
La première mention écrite de la localité date de 1323.